# Oblakovo
Oblakovo (macedónul: Облаково) település Észak-Macedóniában, a Pelagonijai körzet Bitolai járásában.

## Népesség
| Lakosok száma | 377  | 381  | 293  | 77   | 95   | 4    | 1    |      |
|               | 1948 | 1953 | 1961 | 1971 | 1981 | 1991 | 1994 | 2021 |

2002-ben 1 macedón lakosa volt.